# Agoranome
Les agoranomes sont des magistrats de la Grèce ancienne préposés au bon ordre et à la police des marchés (agora). Leur rôle est similaire à celui du préfet de l'annone romain.

## Histoire
Au IIIe siècle av. J.-C., le philosophe Théophraste explique dans son Traité des lois que la fonction d'un agoranome est de veiller à la bonne tenue du marché, et à ce qu'il n'y ait aucune tromperie ni de la part des vendeurs, ni de la part des acheteurs. La magistrature de l'agoranomie était élective. Son exercice, fort dispendieux car l'agoranome devait financer lui-même les dépenses dont il avait la charge, était entouré d'un prestige important, et entre dans le cadre de l'évergétisme antique. En conséquence, cette charge fut réservée aux citoyens les plus riches. L'agoranome prit une importance particulière à l'époque hellénistique, où la démocratie évolue vers un régime oligarchique.
Chargé de contrôler les prix et la régularité de l'approvisionnement en blé, l'agoranome devait d'abord lutter contre la vie chère. Ce rôle était important, car un manque de blé ou la cherté des produits de première nécessité provoquait de manière quasi systématique l'agitation de la population. Comme le préfet de l'annone de Rome, il pouvait organiser à ses frais des ventes de blés  à un prix raisonnable, quitte à prendre en charge la différence exigée par les fournisseurs.
L'agoranome était également le défenseur de l'agora, considérée comme un bien public, qui était le lieu où se déroulait une part substantielle de la vie économique, politique et religieuse de la cité. Il devait éviter l'accaparement de l'espace ou des bâtiments publics et assurer l'entretien des bâtiments nécessaires au commerce (ports, agora, portiques, greniers).
Dans certaines cités, on retrouve aussi à ses côtés des magistrats plus spécialisés, comme les sitônai (pour le blé) et les éléônai (pour l'huile).
Bien que l'on retrouve des agoranomes dans de nombreuses cités, ceux de la cité d'Athènes sont particulièrement bien connus. Ils sont au nombre de dix et sont répartis en deux groupes de cinq : le premier groupe est chargé de la Ville (Athènes) et le second du port du Pirée.